# 考德威爾 (北卡羅萊納州奧蘭治縣)
考德威爾（英語：Caldwell）是位於美國北卡羅萊納州奧蘭治縣的非建制地區。

## 歷史
考德威爾的郵局於1846年設立，其後於1904年停運。

## 地理
考德威爾所處的海拔為高於海平面189米（即620英呎），而該地所採用的時區為UTC-5，即北美东部时区（EST）。同時該地設有夏令時間，為UTC-5調快一小時，即UTC-4（EDT）。